# Миодраг Вартабедијан
Миодраг Вартабедијан Варта (Младеновац, 23. мај 1933 — Београд, 8. септембар 2009) био је српски графичар, сликар и дизајнер јерменског порекла, рођен као дете Вахана и Аник Вартабедијан.

## Биографија
О доласку јерменске породице Вартабедијан у Младеновац, Никола Кусовац на сајту његовог сина Давида каже: „Од свих хришћанских народа који деле злу судбину, стога што им се "кућа" нашла на путу којим се голема и агресивна Отоманска империја кретала у освајачке подухвате, Јерменима засигурно припада посебно место. Јер, само се јерменска страдања, тевтиши и погроми вршени над њима од стране Турака, могу мерити са српским патњама и жртвама. Стога се лако може разумети због чега су појединци широм света расутог јерменског народа, којег, као и српског, више има у расејању него у постојбини, били увек добродошли у Србију и међу Србе. Тако су између два светска рата у Младеновцу срдачно прихваћени супружници Вартабедијан, Вахан и Аник. Узвратили су на најбољи могући начин, даром који је оставио и који оставља неизбрисив траг у српској култури, тачније у историји савремене уметности српског народа. Творац тог трага је њихов син Миодраг, рођен у Младеновцу 1933. године.“
Дипломирао је 1958. године на Академији примењених уметности у Београду (одсек графике), а 1961. год. завршио је постдипломске студије. Од 1958. год радио је као ликовно-технички уредник у многим листовима (Југословенска ревија, Потрошачки информатор, Звездина ревија, Нота, Вечерње новости) и издавачким кућама. Био је дугогодишњи сарадник Завода за издавање уџбеника Београд, Геокарте, Туристичког савеза Србије, Југославија филма, Академије наука и уметности - Београд, Београдске филхармоније, Музеја Старо село и Сирогојна, Завода за заштиту споменика културе у Београду. Био је дугогодишњи уметнички уредник Југословенске ревије, уметнички директор ИРО Мотовуна и Интерпринта.
Предавао је графички дизајн и писмо на Вишој политехничкој школи у Београду. Био је члан је УЛУПУДС-а, УЛУС-а и Савеза новинара Србије.
Десет година је био председник савета Ликовне колоније у Младеновцу (1997-2007).
Био је председник Јерменске заједнице од 1993-2006. године и потпредседник Српско–јерменског друштва.
Умро је у Београду 2009. године, а сахрањен у Алеји заслужних грађана на Новом гробљу у Београду.

## Изложбе
Излагао је више од четрдесет пута самостално у земљи и иностранству, и учествовао је преко 200 пута на групним изложбама.
Организовао је и учествовао на осамнаест изложби ПОРОДИЦЕ ВАРТАБЕДИЈАН (супруга Душанка, син Давид и ћерка Анамарија) од 1994. до краја 2005. године одржане у музејима, галеријама и центрима за културу широм Србије, Црне Горе, и Културном центру Фаринера дел Клот у Барселони, Шпанија.
Учесник и један од организатора Путујуће изложбе ЋИРИЛИЦЕ, одржане преко тридесет пута у местима широм Србије, као и у иностранству, у протекле четири године (последња одржана у Галерији Библиотеке града Београда, августа 2009. године).

## Монографије
Миодраг Вартабедијан је највеће домете остварио у реализацији својих сликарских мајсторија преточених у врхунски дизајн књига и часописа. У појам уметности увео је нов појам ВАРТАГРАФИЈА – његове специјално урађене графике, аутентичне отиске са крајпуташа и разноврсног народног културног наслеђа.
Важнији радови - дизајн фотомонографија - Пећка патријаршија, Русија, Хиландар, Цигани света, Кина, Тибет штампан на 14 језика у 240.000 тиража, „Студеница“, Црна Гора - еколошка држава, Сабори србије, Српски средњовековни новац

## Важније самосталне изложбе
- Галерија Графички колектив, Београд, 1964
- Галерија Хоменмен, Бејрут 1965
- Woodstock Gallery, Лондон 1968
- „Како се калила књига“, Галерија УЛУПУДС-а, Београд 1970
- „Ретроспектива“, Музеј примењене уметности, Београд,1983
- Културни центар Југославије у Паризу, 1992
- Изложба породице Вартабедијан, Културни центар Фаринера дел Клот, Барселона, Шпанија, 2005.

## Награде
Добитник је 85 награда у домену графичког дизајна и ликовних уметности, као и неколико светских престижних награда. Најважније од њих су:
- Еуропео Ризоли Торљио д'аргенто, 1966. и 1968.
- Златно перо Београда 1975.
- Награда за једну од најбоље дизајнираних књига Русија између 5000 наслова на енглеском језику у Лондону, 1990.
- Гранд При у Лајпцигу, 1993.
- Награда за животно дело удружења књижара и издавача Србије 1999. у Београду
- Награда за животно дело УЛУПУДС-а, 2000.
- Добитник грба општине Младеновац 2003. за највреднија достигнућа из области уметности и графичког дизајна

## Реч критике
- Дејан Медаковић о Вартабедијану: „Када компонује књигу, тај рођени сликар измирује у себи графичара, он компонује боје, слику и слово, стварајући посебно устројство и један изузетан склад... Такве хармоније може да оствари само мајстор који избегава сваку импровизацију, који књизи прилази са спремношћу оних који су тачно знали зашто, како и када је треба пустити у живот. Својим делима Варта је подарио лепоту која ће споменички обележити наше време.“